# Campionatul European de Atletism în sală din 1971
A 2-a ediție a Campionatului European de Atletism în sală s-a desfășurat între 13 și 14 martie 1971 la Sofia, Bulgaria. Au participat 316 sportivi din 23 de țări.

## Sală
Probele au avut loc la Sala Festivalna din Sofia. Aceasta a fost construită în anul 1968 pentru al 9-lea Festival Mondial al Tinerilor și Studenților.

## Rezultate
RM - record mondial; RE - record european; RC - record al competiției; RN - record național; PB - cea mai bună performanță a carierei

### Masculin
| Event                | Aur                                                                                        | Aur       | Argint                                                                                   | Argint | Bronz                                                                          | Bronz  |
| 60 m                 | Valeri Borzov (URS)                                                                        | 6,6 =RM   | Jobst Hirscht (FRG)                                                                      | 6,7    | Manfred Kokot (GDR)                                                            | 6,8    |
| 400 m                | Andrzej Badeński (POL)                                                                     | 46,8 =RE  | Boris Savciuk (URS)                                                                      | 47,4   | Aleksandr Bratcikov (URS)                                                      | 47,6   |
| 800 m                | Evgheni Arjanov (URS)                                                                      | 1:48,7    | Phil Lewis (GBR)                                                                         | 1:50,5 | Andrzej Kupczyk (POL)                                                          | 1:50,5 |
| 1500 m               | Henryk Szordykowski (POL)                                                                  | 3:41,4 RC | Volodâmâr Pantelei (URS)                                                                 | 3:41,5 | Gianni Del Buono (ITA)                                                         | 3:42,1 |
| 3000 m               | Peter Stewart (GBR)                                                                        | 7:53,6    | Wilfried Scholz (GDR)                                                                    | 7:54,4 | Iuri Aleksașin (URS)                                                           | 8:01,2 |
| 60 m garduri         | Eckart Berkes (FRG)                                                                        | 7,8       | Aleksandr Demus (URS)                                                                    | 7,9    | Sergio Liani (ITA)                                                             | 7,9    |
| Ștafetă 4×400 m      | Polonia · Waldemar Korycki · Jan Werner · Andrzej Badeński · Jan Balachowski               | 3:11,1    | Uniunea Sovietică Aleksandr Bratcikov Semion Kocer Boris Savciuk Evgheni Borisenko       | 3:11,9 | Bulgaria · Krestu Hristov · Aleksandr Ianev · Aleksandr Popov · Iordan Todorov | 3:15,6 |
| Ștafetă 4×800 m      | Uniunea Sovietică Valentin Taratânov Stanislav Meșcerskih Aleksei Taranov Viktor Semeașkin | 7:17,8    | Polonia · Krzysztof Linkowski · Zenon Szordykowski · Michał Skowronek · Kazimierz Wardak | 7:19,2 | RFG Paul-Heinz Wellmann Godehard Brysch Dieter Friedrich Bernd Eppler          | 7:25,0 |
| Săritura în înălțime | István Major (HUN)                                                                         | 2,17      | Jüri Tarmak (URS)                                                                        | 2,17   | Endre Kelemen (HUN)                                                            | 2,17   |
| Săritura cu prăjina  | Wolfgang Nordwig (GDR)                                                                     | 5,40 RM   | Kjell Isaksson (SWE)                                                                     | 5,35   | Iuri Isakov (URS)                                                              | 5,30   |
| Săritura în lungime  | Hans Baumgartner (FRG)                                                                     | 8,12      | Igor Ter-Ovanesean (URS)                                                                 | 7,91   | Vasile Sărucan (ROM)                                                           | 7,88   |
| Triplusalt           | Viktor Saneev (URS)                                                                        | 16,83     | Carol Corbu (ROM)                                                                        | 16,83  | Ghennadi Savlevici (URS)                                                       | 16,24  |
| Aruncarea greutății  | Hartmut Briesenick (GDR)                                                                   | 20,19     | Valeri Voikin (URS)                                                                      | 19,54  | Ricky Bruch (SWE)                                                              | 19,50  |

### Feminin
| Event                | Aur                                                                                           | Aur       | Argint                                                                         | Argint | Bronz                                                                               | Bronz  |
| 60 m                 | Renate Stecher (GDR)                                                                          | 7,3a      | Sylviane Telliez (FRA)                                                         | 7,4a   | Annegret Irrgang (FRG)                                                              | 7,4a   |
| 400 m                | Vera Popkova (URS)                                                                            | 53,7      | Inge Bödding (FRG)                                                             | 54,3   | Maria Sykora (AUT)                                                                  | 54,4   |
| 800 m                | Hildegard Falck (FRG)                                                                         | 2:06,1    | Ileana Silai (ROM)                                                             | 2:06,5 | Rosemary Stirling (GBR)                                                             | 2:06,6 |
| 1500 m               | Margaret Beacham (GBR)                                                                        | 4:17,2 RM | Liudmila Braghina (URS)                                                        | 4:17,8 | Tamara Panghelova (URS)                                                             | 4:18,1 |
| 60 m garduri         | Karin Balzer (GDR)                                                                            | 8,1a RM   | Annelie Ehrhardt (GDR)                                                         | 8,1a   | Teresa Sukniewicz (POL)                                                             | 8,3a   |
| Ștafetă 4×200 m      | Uniunea Sovietică Marina Nikiforova Tatiana Kondrașiova Liudmila Aksionova Natalia Cisteakova | 1:37,1    | RFG Annelie Wilden Elfgard Schittenhelm Annegret Kroniger Christine Tackenberg | 1:38,0 | Bulgaria · Ivanka Venkova · Ivanka Koșnicearska · Sofka Kazandjieva · Monka Bobceva | 1:39,7 |
| Ștafetă 4×400 m      | Uniunea Sovietică Liubov Finoghenova Galina Kamardina Vera Popkova Liudmila Aksionova         | 3:36,6    | RFG Gisela Ahlemeyer Gisela Ellenberger Anette Rückes Christa Czekay           | 3:39,6 | Bulgaria · Svetla Slateva · Stefka Iordanova · Djena Bineva · Tonka Petrova         | 3:47,8 |
| Săritura în înălțime | Milada Karbanová (TCH)                                                                        | 1,80      | Vera Gavrilova (URS)                                                           | 1,80   | Cornelia Popescu (ROM)                                                              | 1,78   |
| Săritura în lungime  | Heide Rosendahl (FRG)                                                                         | 6,64      | Irena Szewińska (POL)                                                          | 6,56   | Viorica Viscopoleanu (ROM)                                                          | 6,53   |
| Aruncarea greutăți   | Nadejda Cijova (URS)                                                                          | 19,70 RC  | Margitta Gummel (GDR)                                                          | 19,50  | Antonina Ivanova (URS)                                                              | 18,69  |

## Clasament pe medalii
| Loc   | Țară                        | Aur | Argint | Bronz | Total |
| ----- | --------------------------- | --- | ------ | ----- | ----- |
| 1     | Uniunea Sovietică           | 8   | 9      | 6     | 23    |
| 2     | RFG                         | 4   | 4      | 2     | 10    |
| 3     | Republica Democrată Germană | 4   | 3      | 1     | 8     |
| 4     | Polonia                     | 3   | 2      | 2     | 7     |
| 5     | Regatul Unit                | 2   | 1      | 1     | 4     |
| 6     | Ungaria                     | 1   | 0      | 1     | 2     |
| 7     | Cehoslovacia                | 1   | 0      | 0     | 1     |
| 8     | România                     | 0   | 2      | 3     | 5     |
| 9     | Suedia                      | 0   | 1      | 1     | 2     |
| 10    | Franța                      | 0   | 1      | 0     | 1     |
| 11    | Bulgaria                    | 0   | 0      | 3     | 3     |
| 12    | Italia                      | 0   | 0      | 2     | 2     |
| 13    | Austria                     | 0   | 0      | 1     | 1     |
| Total | Total                       | 23  | 23     | 23    | 69    |

## Participarea României la campionat
18 atleți au reprezentat România.
- Carol Corbu – triplusalt - locul 2
- Ileana Silai – 800 m - locul 2
- Vasile Sărucan – lungime - locul 3
- Cornelia Popescu – înălțime - locul 3
- Viorica Viscopoleanu – lungime - locul 3
- Valentin Jurcă – lungime - locul 4
- Vasile Dumitrescu – triplusalt - locul 4
- Valeria Bufanu – 60 m garduri - locul 6
- Ana Sălăgean – greutate - locul 6
- Șerban Ciochină – triplusalt - locul 10
- Dinu Piștalu – prăjină - locul 12
- Nicolae Perțea – 60 m garduri - locul 13
- Viorel Suciu – 60 m garduri - locul 15
- Adrian Gagea – greutate - locul 15
- Ervin Sebestyen – 60 m garduri - locul 17
- Valeria Biduleac – 60 m garduri - locul 21
- Elena Mîrza – 60 m garduri - locul 22
- Aurelia Mărășescu – 60 m - locul 24